# Liorhina pubescens
Liorhina pubescens är en insektsart som beskrevs av Hamilton 1980. Liorhina pubescens ingår i släktet Liorhina och familjen spottstritar. Inga underarter finns listade i Catalogue of Life.